# مسجد سرمبان
مسجد سرمبان هو مسجد قديم في بلدة سرمبان التابعة لاقليم نكري سمبيلن في ماليزيا، يقع المسجد في زواية جالان يام توان وزاوية جالان داتو بندر تونغال، تم بناء المسجد عام 1924، تصميم المسجد ينهج الأسلوب المعماري القديم على غرار مسجد ملقا .

## وصلات خارجية
- موقع مسجد سرمبان على الخريطة
- البوم صور مسجد سرمبان